# Gabriel Sanden
Gabriel Sanden, född 21 januari 1885 i Nystad, Finland, död 10 januari 1933 i Helsingfors, var en finlandssvensk författare, journalist och översättare. Han använde även pseudonymerna: Oscar B. Nelson och Göran Sandmarck.

## Biografi
Efter att ha verkat som tidningsman i Helsingfors, emigrerade Sanden tidigt till USA och försörjde sig i omkring fem år som journalist vid olika svenskamerikanska tidningar i Chicago. Efter återkomsten till Finland var han reporter vid Åbo Underrättelser och huvudredaktör för tidningen Jakobstad, där han 1915 trotsade krigscensuren och dömdes till ett kortare fängelsestraff. Senare verkade Sanden som redaktör för månadstidskriften Schildts Revy 1917, gjorde ett inhopp som chefredaktör för Tammerfors Aftonblad 1924 och var Dagens Nyheters finländske korrespondent.
Framför allt blev Sanden känd som författare i äventyrsgenren. Debutboken Svalget som skiljer (1910, under författarpseudonymen Göran Sandmarck) gav fräna bilder av industrialiseringen ur den utsatte arbetarens synvinkel. I den drygt 700-sidiga mastodontromanen Money (1916) byggde Sanden på sina erfarenheter från USA, där allt styrdes av penningens makt. Han gav ut ytterligare ett antal romaner, konventionella men välskrivna berättelser i underhållningsgenren och hörde till sin tids finlandssvenska bästsäljare. Sanden hade även en stor läsekrets i Sverige och flera böcker utkom i svenska upplagor.

### Översättningar
- Rex Beach: Skrattande Bill (Bonnier, 1921) (Laughing Bill Hyde)
- Gerhart Hauptmann: Fantomer (Bonnier, 1922)
- D. H. Lawrence: Söner och älskare (Bonnier, 1925) (Sons and lovers)
- Frank Norris: Oceanens dotter: en äventyrsberättelse (Åhlén & Åkerlund, 1925) (Shangaied)
- John Dos Passos: Till Manhattan (Bonnier, 1931) (Manhattan transfer)
- Aldous Huxley: Kontrapunkt (Wahlström & Widstrand, 1932) (Point counter point)